# نیوتاون، همپشر
نیوتاون (به انگلیسی: Newtown) یک روستا و محله مدنی در بریتانیا است که در Basingstoke and Deane واقع شده‌است. نیوتاون ۳۸۲ نفر جمعیت دارد.